# فیلیپ لابرو
فیلیپ لابرو (فرانسوی: Philippe Labro‎؛ زادهٔ ۲۷ اوت ۱۹۳۶ – درگذشتهٔ ۴ ژوئن ۲۰۲۵) روزنامه‌نگار، نویسنده و کارگردان فیلم اهل کشور فرانسه بود.
از فیلم‌ها یا برنامه‌های تلویزیونی که وی در آن نقش داشته‌است می‌توان به ساخت آمریکا و وارث اشاره کرد.
وی همچنین برندهٔ جوایزی همچون لژیون دونور (فرمانده) و جایزه انترالیه شده‌است.